# Nicolas Seube
Nicolas Seube (ur. 11 sierpnia 1979 w Tuluzie) – francuski piłkarz występujący na pozycji obrońcy. 

## Kariera klubowa
Seube zawodową karierę rozpoczynał w 2000 roku w klubie Toulouse FC, grającym w Ligue 1. Przez cały sezon 2000/2001 nie zdołał jednak zadebiutować w barwach klubu. W rozgrywkach ligowych jego klub zajął 16. miejsce, jednak z powodu bankructwa został zdegradowany do Championnat National. Wówczas Seube odszedł z Toulouse FC.
Latem 2001 roku podpisał kontrakt z drugoligowym SM Caen. Zadebiutował tam 28 lipca 2001 w przegranym 3:4 ligowym pojedynku z Grenoble Foot 38. 1 lutego 2003 w wygranym 3:2 meczu z Clermont Foot strzelił pierwszego gola w trakcie gry w Ligue 2. W 2004 roku awansował z klubem do Ligue 1. W tych rozgrywkach zadebiutował 7 sierpnia 2004 w zremisowanym 1:1 spotkaniu z FC Istres. W 2005 roku wystąpił z klubem w finale Pucharu Ligi Francuskiej, jednak Caen przegrało tam 1:2 z RC Strasbourg. W tym samym roku spadł z klubem do Ligue 2. W 2007 roku powrócił z zespołem do Ligue 1. 25 października 2008 w zremisowanym 2:2 pojedynku z Lille OSC zdobył pierwszą bramkę w trakcie gry w Ligue 1. W 2009 roku ponownie spadł z klubem do Ligue 2. Po sezonie 2016/2017 zakończył karierę, pozostając jednak w klubie jako asystent trenera drużyny U17. W czerwcu 2021 roku został dyrektorem akademii tego klubu, w lipcu 2022 przejął stanowisko trenera drużyny rezerw SM Caen, a w listopadzie 2023 objął posadę szkoleniowca pierwszej drużyny tego klubu.
| Sezon   | Klub        | Kraj    | Rozgrywki  | Mecze | Bramki | Rozgrywki Europy | Mecze | Bramki |
| ------- | ----------- | ------- | ---------- | ----- | ------ | ---------------- | ----- | ------ |
| 2000/01 | Toulouse FC | Francja | Division 2 | 0     | 0      | -                | -     | -      |
| 2001/02 | SM Caen     | Francja | Division 2 | 31    | 0      | -                | -     | -      |
| 2002/03 | SM Caen     | Francja | Ligue 2    | 22    | 1      | -                | -     | -      |
| 2003/04 | SM Caen     | Francja | Ligue 2    | 29    | 0      | -                | -     | -      |
| 2004/05 | SM Caen     | Francja | Ligue 1    | 27    | 0      | -                | -     | -      |
| 2005/06 | SM Caen     | Francja | Ligue 2    | 37    | 1      | -                | -     | -      |
| 2006/07 | SM Caen     | Francja | Ligue 2    | 34    | 0      | -                | -     | -      |
| 2007/08 | SM Caen     | Francja | Ligue 1    | 28    | 0      | -                | -     | -      |
| 2008/09 | SM Caen     | Francja | Ligue 1    | 36    | 3      | -                | -     | -      |
| 2009/10 | SM Caen     | Francja | Ligue 2    | 31    | 2      | -                | -     | -      |
| 2010/11 | SM Caen     | Francja | Ligue 1    | 29    | 1      | -                | -     | -      |
| 2011/12 | SM Caen     | Francja | Ligue 1    | 35    | 1      | -                | -     | -      |
| 2012/13 | SM Caen     | Francja | Ligue 2    | 34    | 0      | -                | -     | -      |
| 2013/14 | SM Caen     | Francja | Ligue 2    | 27    | 0      | -                | -     | -      |
| 2014/15 | SM Caen     | Francja | Ligue 1    | 24    | 1      | -                | -     | -      |
| 2015/16 | SM Caen     | Francja | Ligue 1    | 33    | 0      | -                | -     | -      |
| 2016/17 | SM Caen     | Francja | Ligue 1    | 20    | 0      | -                | -     | -      |